# Károly Csiktaplóczai Lázár
Károly Csiktaplóczai Lázár, madžarski feldmaršal, * 1890, † 1968.